# Agricola (gioco)

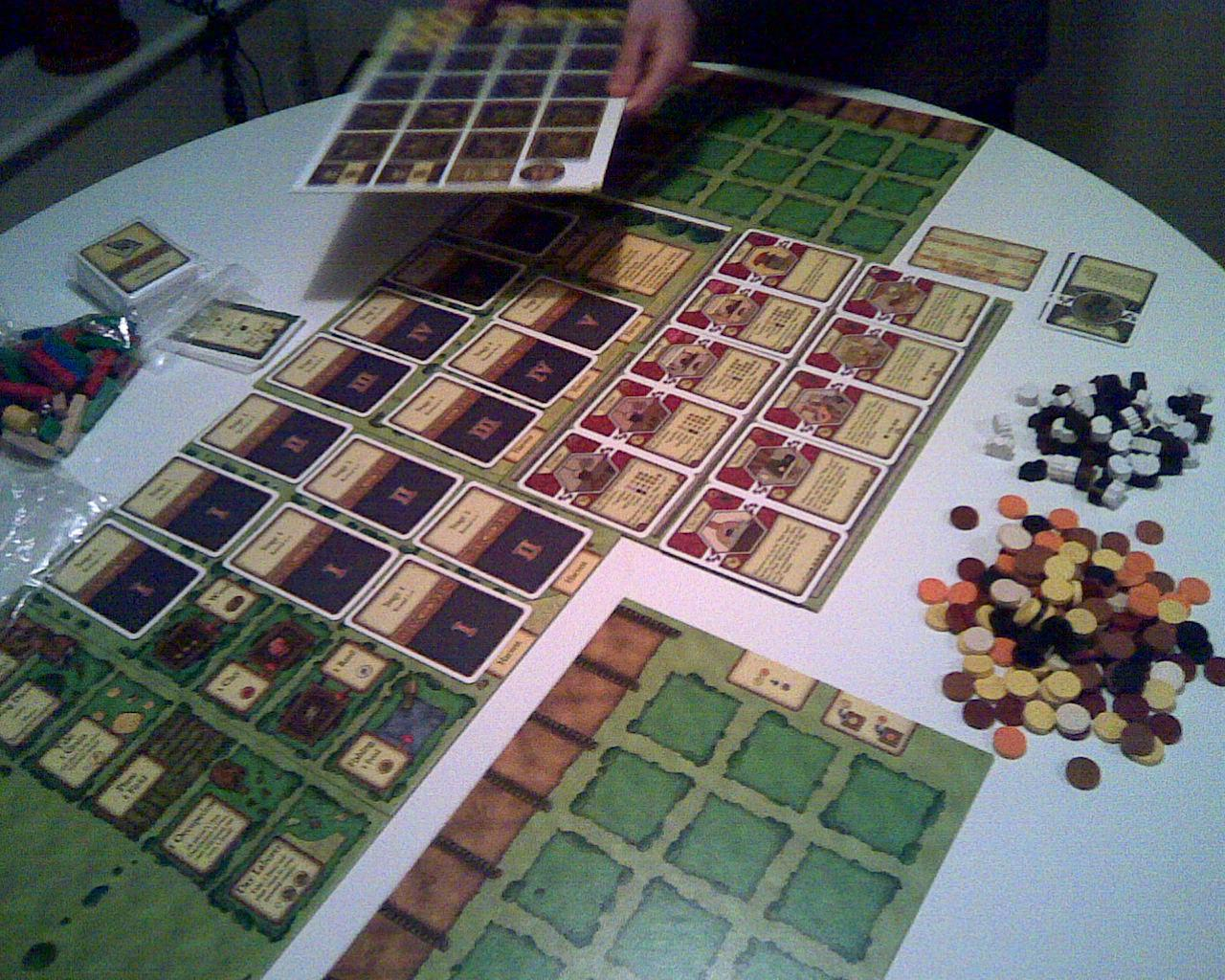
Materiali di gioco

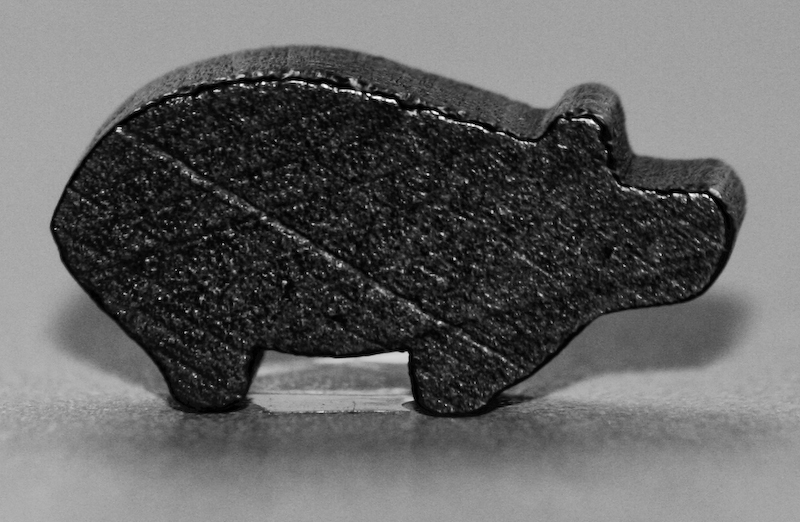
Un segnalino Cinghiale

Agricola è un gioco da tavolo gestionale, appartenente alla categoria dei giochi in stile tedesco, creato da Uwe Rosenberg, pubblicato dalla casa editrice tedesca Lookout Games e presentato alla convention Spiel 2007 (Essen, Germania).
Agricola ha ricevuto numerosi riconoscimenti tra cui l'International Gamers Award 2008 - General Strategy/Multi-player Game  e il BGG Golden Geek 2008. È inoltre il gioco che, dopo oltre cinque anni, ha spodestato Puerto Rico dal gradino più alto della classifica dei migliori giochi da tavolo stilata dall'autorevole sito BoardGameGeek.
Agricola e le sue espansioni sono state pubblicate in lingua italiana dalla Stratelibri, per poi passare ad UPlay Edizioni nel 2016 e ad Asmodee nel 2020.
Nel 2016 è uscita una versione semplificata denominata "Agricola per famiglie", che pur mantenendo i principi del gioco, ne semplifica lo svolgimento unificando i Miglioramenti e riducendo il numero dei segnalini.

## Descrizione
Ogni giocatore veste i panni di una coppia di contadini che, nell'arco dei 14 turni di gioco, dovrà trasformare un'umile capanna di legno in una fiorente attività agricola, bilanciando i propri sforzi e investimenti tra azioni quali arare e seminare campi di grano e ortaggi, costruire pascoli per il bestiame (pecore, cinghiali e bovini), ingrandire la propria casa, aggiungere miglioramenti alla fattoria, apprendere nuove abilità e nutrire una famiglia sempre più numerosa.
La struttura del gioco richiede la pianificazione di una propria strategia in base alle scelte degli altri giocatori e del set iniziale di 14 carte a disposizione, alla luce di un sistema di punteggio finale che premia uno sviluppo omogeneo piuttosto che la specializzazione in pochi settori.
La gran quantità di carte Occupazione e Piccolo Miglioramento (senza contare le espansioni disponibili) aumenta la variabilità di ogni partita senza che il fattore aleatorio risulti determinante.

## Varianti
Nel corso degli anni sono nate numerose varianti nella preparazione e svolgimento del gioco, alcune delle quali riportate nell'appendice di gioco, e quindi rese implicitamente ufficiali, dell'edizione Revised del 2016. Per fare alcuni esempi:
Draft: la variante più popolare, ritenuta da molti come essenziale e imprescindibile per giocare Agricola. Il draft standard prevede che ogni giocatore peschi 7 carte Occupazione, ne scelga una e passi le altre 6 al giocatore alla propria sinistra. Il procedimento continua fino a che non si passa solo una carta. Stessa cosa con le carte Piccola Miglioria.
Esistono anche altri tipi di draft, ad esempio quello rapido o con un diverso numero di carte iniziali.
Mano di carte "vivente": prevede di pescare una nuova carta Occupazione o Piccola Miglioria ogni volta che se ne giochi una. 
Campagna: come per i giochi a scenari, ogni partita va ad influenzare quella successiva, ad esempio determinando il primo giocatore iniziale o iniziare con carte giocate in precedenza fin da subito.

## Edizioni
Agricola è un gioco che ha avuto diverse versioni, le quali hanno piccole ma sostanziali differenze per quanto riguarda giocabilità, componenti e, in piccolissima parte, limature di gameplay. Inoltre, le versioni italiane sono state molteplici, tra ristampe e cambi di editore, cosa che non rende facile capire la storia stessa del gioco e come valutare eventuali scatole ed espansioni.

### Prima edizione
Sebbene possano apparire come molto diverse tra loro, le differenze sostanziali tra le varie versioni sono poche o nulle. I maggiori cambiamenti riguardano l'aspetto grafico, il ribilanciamento di alcune carte (magari presenti in una ma non in altre versioni) e la cura dei materiali. Detto questo, l'avere una versione o un'altra potrebbe voler dire mettere mano alla composizione del mazzo così da avere un gioco più bilanciato o meno ridondante. 

#### Versioni tedesche
| Anno | Casa editrice | Edizione | Versione | Note                                          |
| ---- | ------------- | -------- | -------- | --------------------------------------------- |
| 2007 | Lookout Games | Prima    | /        | Primissima edizione del gioco                 |
| 2008 | Lookout Games | Prima    | seconda  | Spiel des Jahres award stampato sulla scatola |
| 2008 | Lookout Games | Prima    | seconda  | Presenti animeeples e piccoli cambi di design |
| 2009 | Lookout Games | Prima    | terza    | Ulteriori award vinti stampati sulla scatola  |
| 2012 | Lookout Games | Prima    | /        | Edizione speciale con mazzo X incluso         |
| 2012 | Lookout Games | Prima    | settima  | Edizione rivista con carte aggiornate         |

#### Versioni inglesi
| Anno | Casa editrice | Edizione | Versione | Note                                                                       |
| ---- | ------------- | -------- | -------- | -------------------------------------------------------------------------- |
| 2008 | Z-Man Games   | Prima    | /        | Prima edizione, con cubetti e dischi di legno.                             |
| 2008 | Z-Man Games   | Prima    | /        | Come la prima, ma con alcune mini correzioni nelle regole e nei componenti |
| 2008 | Z-Man Games   | Prima    | seconda  | Presenta animeeples e include il mazzo Z                                   |
| 2011 | Z-Man Games   | Prima    | terza    | Sulla scatola ci sono 3 award                                              |
| 2012 | Z-Man Games   | Prima    | quarta   | Presenta animeeples e ci sono molti award sulla scatola                    |
| 2013 | Z-Man Games   | Prima    | quinta   | /                                                                          |

#### Versioni italiane
Le versioni italiane della prima edizione sono state pubblicate tutte da Stratelibri e seguono circa la stessa strada editoriale delle versioni tedesche ed inglesi.
| Anno | Casa editrice | Edizione | Versione         | Note                                                                                      |
| ---- | ------------- | -------- | ---------------- | ----------------------------------------------------------------------------------------- |
| 2009 | Stratelibri   | Prima    | Prima stampa     | Prima edizione, con cubetti e dischi di legno. Presenta errori di stampa su alcune carte. |
| 2010 | Stratelibri   | Prima    | Seconda ristampa | Ristampa corretta della precedente versione.                                              |
| 2012 | Stratelibri   | Prima    | Terza ristampa   | Come la seconda ristampa, ma con anche gli animeeple                                      |

### Seconda edizione
Nel 2016 viene pubblicata una nuova edizione del gioco, detta Revised, la quale apporta diverse e importanti modifiche, in particolar modo nelle componenti, nella grafica e nel bilanciamento delle carte. Le meccaniche di gioco sono uguali alla precedente edizione.
I cambiamenti più importanti sono:
- Una nuova e migliorata veste grafica, più moderna ed ergonomica
- Tutte le componenti sono animeeple e vegemeeple, più le pedine familiari a forma di contadino e le risorse con le varie forme 3D (legno, canna, pietra, argilla)
- Un minor numero massimo di giocatori (senza espansione), passando dai 5 della precedente edizione a 4. Espandibili a 5-6 con l'apposita espansione
- Un minor numero di carte Occupazione e Piccola miglioria: 96 contro le oltre 300 della terza ristampa (italiana)
- Carte ribilanciate direttamente dall'autore sulla base delle migliaia di partite giocate online
- Nuovi mazzi espansione

Quest'edizione ha fatto discutere fin da subito, specialmente per il numero di giocatori, ridotto a 4 con la sola scatola base e soprattutto per il ridotto numero di carte rispetto alla precedente edizione. L'autore ha precisato però che questa nuova veste è pensata per chi gioca o giocherà Agricola molto poco: un ridotto ma bilanciato numero di carte è più che sufficiente per garantire una buona longevità, facilmente espandibile se lo si desidera. Inoltre, la riduzione generale di componenti è stata giustificata dalla necessità di contenere i costi di produzione e vendita.
C'è però da sottolineare che il gioco risulta molto ben bilanciato e esteticamente più moderno e accattivante. Il numero delle carte iniziali è un problema molto relativo: espandendo le carte base con i mazzi A e B si arriva al numero di carte presente nella terza ristampa italiana, senza dover inoltre togliere carte bannate nel corso del tempo perché ritenute troppo forti (e senza contare l'eventuale sovrapprezzo di una versione come la terza ristampa italiana, ritenuta la più completa, nel mercato dell'usato o collezionistico poiché fuori produzione dal 2016). Per i giocatori più appassionati è da notare che sommando tutti i mazzi espansione si arriva a quasi 700 carte giocabili (contando fino al mazzo CD), un numero ben superiore alle carte presenti nella precedente edizione. Inoltre è sempre possibile tornare ad utilizzare le carte base poiché contrassegnate da un asterisco, così da agevolare giocatori nuovi e inesperti, senza aggiungere meccaniche avanzate come il draft, il quale oltretutto presuppone una discreta conoscenza di partenza delle carte giocabili.
Riguardo al numero massimo di giocatori, la questione è più annosa. Innanzitutto non è prevista la localizzazione italiana da parte di Asmodee, il che rende più difficile per i giocatori italiani approcciarsi ad essa, inoltre la versione inglese è di difficile reperibilità, poiché le scarse vendite non hanno giustificato una ristampa.

### Versioni italiane
| Anno | Casa editrice   | Edizione | Versione     | Note                                                                       |
| ---- | --------------- | -------- | ------------ | -------------------------------------------------------------------------- |
| 2016 | U-Play Edizioni | Seconda  | Prima stampa | Presenta una carta con stampa errata e un errore sul tabellone             |
| 2020 | Asmodee         | Seconda  | Prima stampa | Nuova versione, rivista e corretta, della precedente. Non presenta errori. |

## Contenuto della scatola (seconda edizione)
- 4 plance per i giocatori
- Un tabellone componibile
- 1 tabellone Grandi Miglioramenti
- 48 carte Occupazione, 48 Piccolo Miglioramento (derivanti dai mazzi A e B)
- 10 carte Grande Miglioramento
- 14 carte Turno
- 5 segnalini Membri della Famiglia, 4 stalle e 15 recinti per ciascun giocatore
- 30 segnalini Legno, 24 segnalini Argilla, 14 segnalini Canna, 16 segnalini Pietra
- 24 segnalini Grano, 16 segnalini Ortaggio
- 18 segnalini Pecora, 15 segnalini Cinghiale, 13 segnalini Bovino
- 36 segnalini "1 cibo", 8 segnalini "5 cibi"
- 10 segnalini merce/mendicante (solo seconda edizione)
- 3 segnalini suggerimenti rapidi (solo seconda edizione)
- 1 segnalino Primo Giocatore
- 23 tessere Campo/Casa di legna, 16 tessere Capanna di argilla/pietra
- 36 segnalini cibo, 9 segnalini di moltiplicazione, 3 segnalini "reclamato"
- 2 tessere variante (solo seconda edizione)
- 1 tessera secondo lavoro (solo seconda edizione)
- 1 blocchetto segnapunti
- regolamento
- appendice

### Contenuto della scatola prima edizione
Alla lista precedente si aggiungono:
- 16 carte Azione (nella seconda sono stampate sul tabellone)
- 5 carte Elemosina, 5 carte Sommario

Hanno differente numero i seguenti componenti:
- 5 plance per i giocatori
- 3 tabelloni di gioco
- 169 carte Occupazione, 139 Piccolo Miglioramento
- 33 segnalini Legno, 27 segnalini Argilla, 15 segnalini Canna, 18 segnalini Pietra
- 27 segnalini Grano, 18 segnalini Ortaggio
- 21 segnalini Pecora, 18 segnalini Cinghiale, 15 segnalini Bovino
- 33 tessere Campo/Casa di pietra, 24 tessere Capanna di legno/argilla
- 36 segnalini cibo, 9 segnalini di moltiplicazione, 3 segnalini "reclamato"

## Espansioni

### Prima edizione
- Through the Seasons - mini espansione (distribuita gratuitamente a Spiel 2008 (Essen)[10] che riporta sul dorso di una cartolina il ciclo delle 4 stagioni. Ad ognuno dei 14 turni di gioco viene associata una stagione che aggiunge uno specifico campo azione oltre ad alcuni modificatori[11].
- Z-Deck – mazzo di 12 carte Occupazione e 12 Piccolo Miglioramento distribuito in forma promozionale con le prime stampe della versione inglese di Agricola, pubblicata dalla Z-Man Games.
- X-Deck – mazzo di 24 carte di 5 tipi diversi (Azioni Aliene, Mercanti venuti dallo Spazio, Artefatti Alieni, Eventi Alieni, e Occupazione Aliena), pubblicato inizialmente in tedesco con la rivista Spielbox Magazine: anno 2008 numero 5.
- L-Deck – mazzo promozionale composto da 14 carte disponibile online[12] (di cui 8 distribuite durante Essen 2008).
- Ö-Deck – mazzo di 12 carte Occupazione e 12 Piccolo Miglioramento realizzato in occasione del Gameplay Festival 2008 (tenutosi a Vienna) con l'Austria come tema (la Ö del nome viene da Österreicher, Austria in tedesco).
- Die Moorbauern (I contadini della brughiera) - prima grande espansione di Agricola che verrà presentata ad Essen 2009; introdurrà nuove carte, una nuova risorsa (la torba), un nuovo animale da allevamento (i cavalli), il mercato nero ed altre modifiche al gioco base[13].

### Seconda edizione
- Mazzo Artifex - detto "mazzo A", composto da 120 carte (60 Piccole migliorie e 60 Occupazioni), completamente nuove e bilanciate. Completa il mazzetto base "A". Pubblicato nel 2017.[14]
- Mazzo Bubulcus - detto "mazzo B", composto da 120 carte (60 Piccole migliorie e 60 Occupazioni), completamente nuove e bilanciate. Completa il mazzetto base "B". Pubblicato nel 2018.[14]
- Mazzo Corbarius - detto "mazzo C", composto da 120 carte (60 Piccole migliorie e 60 Occupazioni), completamente nuove e bilanciate. Completa il mazzo "C" insieme all'espansione Consul Dirigens (CD). Pubblicato nel 2019.[14]
- Mazzo Dulcinaria - detto "mazzo D", composto da 120 carte (60 Piccole migliorie e 60 Occupazioni), completamente nuove e bilanciate. Completa il mazzo "D" insieme all'espansione Consul Dirigens (CD). Pubblicato nel 2020.[14]
- Mazzo Consul Dirigens - detto "mazzo CD", composto da 120 carte: 96 Piccole Migliorie e Occupazioni per I mazzi (C) e (D) (48 carte ognuno) (sono le carte incluse nelle espansioni WizKids), più 24 nuove "carte di partenza". Il mazzo va a completare i mazzi "C" e "D" insieme alle rispettive espansioni. Pubblicato nel 2022.[14]
- Contadini della Brughiera - Pubblicato nel 2018.
- 5-6 Player Expansion - due plance giocatore aggiuntive, oltre a componenti e nuove carte da aggiungere a quelle della scatola base per giocare in 5 o 6 giocatori. Non tradotto in italiano, pubblicato nel 2016.

## Premi e riconoscimenti
- 2007 - Meeples' Choice Award[15]
- 2008
  - Spiel Portugal, Gioco dell'anno[16]
  - BoardGameGeek Golden Geek, Gioco dell'anno[2]
  - Spiel des Jahres, Premio speciale miglior gioco complesso 2008[17]
  - J.U.G., Gioco dell'anno[18]
  - Deutscher Spiele Preis, Gioco dell'anno[19]
  - International Gamers Award, Gioco dell'anno (categoria: strategia generale - multiplayer)[1]
  - Hra Roku, Gioco dell'anno[20]
  - Spiel Hit für Experten, Miglior gioco per esperti[21]
  - Tric Trac d'or, Gioco dell'anno[22]
  - Juego del Año: Gioco dell'anno[23]
- 2009 
  - Best of Show, Side Award per la Migliore Meccanica di Gioco;
  - Nederlandse Spellenprijs: gioco vincitore;
  - Gra Roku, Gioco dell'anno[24]
  - Gra Roku, Scelta dei giocatori
  - Gra Graczy Gamesfanatic.net[25]
  - Golden Ace, Premio della giuria[26]

## Campionato italiano di Agricola
Organizzato dalla dal 2011 dalla Boardgame League e dal 2017 dalla   Board Italian Gamers, su boarditaliangamers.it., coinvolge ogni anno centinaia di giocatori e appassionati da tutta Italia. Di seguito l'elenco delle edizioni con i relativi vincitori.
| Edizione | Anno | Sede della finale | Manifestazione    | Campione d'Italia   | Secondo classificato      | Terzo classificato  | Quarto classificato |
| -------- | ---- | ----------------- | ----------------- | ------------------- | ------------------------- | ------------------- | ------------------- |
| I        | 2011 | Roma              | GiocaRoma         | Pasquale Di Carlo   | Riccardo Sandroni         | Giovanni Intini     | Daniele Monterisi   |
| II       | 2012 | Bari              | B-Geek            | Michele Ancona      | Sascha De Giosa Tarantino | Pasquale Di Carlo   |                     |
| III      | 2013 | Roma              | Roma Est in Gioco | Karla Fazanaro      | Dario Lobascio            | Marco Monno         |                     |
| IV       | 2015 | Modena            | PLAY              | Gianfranco Brindisi | Marco Monno               | Carlo Affatigato    |                     |
| V        | 2016 | Modena            | PLAY              | Matteo Solcia       | Paolo Ciuccatosti         | Alessandro Giuliani |                     |
| VI       | 2018 | Tavernelle        | Metauro WarGames  | Marco Monno         | Michele Ancona            | Alfonso Albanese    | Gabriele Timolati   |
| VII      | 2019 | Roma              | Roma Est in gioco | Michele Ancona      | Lucia Guglielmi           | Alfonso Albanese    | Carmine Vattimo     |